# Resolució 950 del Consell de Seguretat de les Nacions Unides
La Resolució 950 del Consell de Seguretat de les Nacions Unides fou adoptada per unanimitat el 21 d'octubre de 1994. Després de reafirmar les resolucions 813 (1993), 856 (1993), 866 (1993) i 911 (1994) el Consell va observar la deterioració de la situació a Libèria i va ampliar el mandat de la Missió d'Observació de les Nacions Unides a Libèria (UNOMIL) fins al 13 de gener de 1995.
El Consell va començar encomiar a la Comunitat Econòmica dels Estats de l'Àfrica Occidental (ECOWAS) i al seu president, el president de Ghana, Jerry Rawlings, pel seu paper a Libèria. Es va destacar la importància d'enfortir l'autoritat del Govern Nacional de Transició de Libèria (LNTG) i va afirmar que havia contribuït al Grup de Seguiment dels Estats de l'Àfrica Occidental (ECOMOG). El propi ECOMOG va ser elogiat per evitar un intent de cop d'estat contra el LNTG a la capital Monròvia. Es va expressar preocupació pel desglossament de l'alto el foc i l'impacte de la deterioració de la situació de seguretat a causa del creixent nivell de guerra a la població civil a Libèria.
La intenció del Secretari General Boutros Boutros-Ghali és enviar una missió d'alt nivell per consultar els Estats membres de l'ECOWAS sobre el paper de la comunitat internacional a Libèria. El Consell va reconèixer que, després d'ampliar el mandat de la UNOMIL, la seva reducció era necessària a causa de la situació actual en el terreny. Un augment depenia de la millora de les condicions i un altre informe del Secretari General.
Totes les faccions de Libèria van ser convocades per aturar les hostilitats i acordar un calendari per a la retirada de forces, el desarmament i la desmobilització. Mentrestant, la LNTG i la població van ser convocades a buscar reconciliació nacional i cooperar amb el president de l'ECOWAS i amb el representant especial del secretari general. Es va instruir a tots els estats que respectessin estrictament els embargaments generals i complets de Libèria, de conformitat amb Resolució 788 (1992) sota el Capítol VII de la Carta de les Nacions Unides.
La resolució va condemnar l'assassinat generalitzat de civils, les violacions del dret internacional humanitari i la detenció i el maltractament dels observadors de la UNOMIL, els soldats d'ECOMOG, els treballadors de socors humanitaris i altres persones. Va exigir que totes les faccions de Libèria respectin l'estatus de l'ECOMOG i el personal de la UNOMIL, abstenint-se de la intimidació o actes de violència cap a ells i retornin tots els equips confiscats.
Es va instar els Estats membres a contribuir al procés de pau a Libèria i va encomanar a aquells que havien proporcionat ajuda humanitària al país. Finalment, es va demanar al Secretari General que informés al Consell abans que finalitzi el mandat actual de la UNOMIL sobre els esdeveniments a Libèria i la situació sobre el terreny